# Le Grand Bailla (Reims)
Le Grand Bailla était un mannequin d’osier, à l'effigie du dragon, qui était portée en procession les trois Jours des Rogations soit les trois jours précédant l'Ascension dans le calendrier liturgique chrétien.
Cet évènement était festif. Les spectateurs lançaient des pièces de monnaie ou des gâteaux dans la gueule du dragon. Celles qui y entraient étaient alors pour le chapitre de la cathédrale, les autres revenaient aux clers.
La procession a pris fin par l’interdiction, en 1690, faite par l'archevêque de Reims Charles-Maurice Le Tellier au motif que le dragon n’était pas un personnage strictement local.

## Reprise du thème du Grand Bailla

### Cavalcade en 6 juin 1926
Le thème du Grand Bailla a été repris lors de la cavalcade le 6 juin 1926.
Elle a été organisée pour célébrer la résurrection de Reims, soit le retour des habitants après les épreuves de la Grande Guerre.

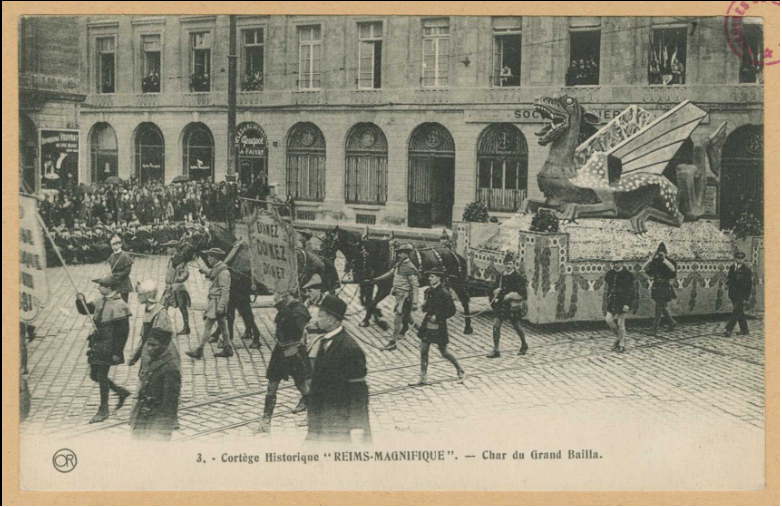
Char du Grand Bailla à Reims.

### Rue Bailla à Reims
Le nom de la Rue Bailla provient d’un monstre fantastique, sculpté au-dessus d’une porte de cette rue.

### Sacre du folklore 2013
Lors du Sacre du folklore de 2013, le Grand Bailla a refait une apparition sur le parvis de la Mairie de Reims.